# FCトルペド・モスクワ
FCトルペド・モスクワ（露: Футбольный клуб "Торпедо" Москва）は、ロシア・モスクワを本拠地とするサッカークラブである。

## 概要
同じモスクワを本拠地とするスパルタク、ディナモ、CSKAなどと比べて実績では劣るものの、ソ連リーグ時代は3回優勝している。過去には1958年W杯得点王のワレンチン・イワノフや「ロシアのペレ」エドゥアルド・ストレルツォフらが在籍した。
クラブは1924年に設立され、1931年に国営自動車工場AMO（後のZIS、ZIL）の傘下に入った。ZILの経営難のため、1996年にルジニキ・スタジアムなどを所有するルジニキ株式会社に経営権が売却され、その時に本拠地もトルペド・スタジアムからルジニキ・スタジアムに移転した。
1960年9月2日には、日本代表とトルペド・モスクワの初めての試合が当時のソ連・モスクワでおこなわれたが、8-0でトルペド・モスクワが完勝した。
ロシア・リーグ移行後は、1993年にロシア・カップで優勝を収め、2000年には、イゴール・セムショフらの活躍で、リーグ3位の好成績を収めた。その後も、中位をキープしていたが、2006年、まさかの低迷で1部リーグ（実質2部）に降格する。2007年は6位に終わり、2008年は18位とさらに低迷。2部リーグ（実質3部）降格が決まっていたが、2009年は実質4部のロシア・アマチュア・リーグで再出発を計る。その2009年はアマチュア・リーグで1位となり、2010年は2部中央地区でも1位。2011-12シーズンは1部リーグに籍を置くことが決定した。

## クラブ名の遍歴
- 1924年-1930年 プロレタルスカヤ・クズニツァ (Пролетарская кузница)
- 1931年-1932年 AMO (АМО)
- 1933年-1936年 ZIS (ЗИС)
- 1936年-1995年 トルペド (Торпедо)
- 1996年-1997年 トルペド・ルジニキ (Торпедо-Лужники)
- 1998年-現在 トルペド (Торпедо)

## タイトル

### 国内タイトル
- ソビエト連邦リーグ：3回

1960, 1965, 1976
- USSRカップ：6回

1949, 1952, 1960, 1968, 1972, 1986
- ロシア・カップ：1回

1993

## 過去の成績
- 1992 ロシア・プレミアリーグ 11位
- 1993 ロシア・プレミアリーグ 7位
- 1994 ロシア・プレミアリーグ 11位
- 1995 ロシア・プレミアリーグ 5位
- 1996 ロシア・プレミアリーグ 12位
- 1997 ロシア・プレミアリーグ 11位
- 1998 ロシア・プレミアリーグ 11位
- 1999 ロシア・プレミアリーグ 4位
- 2000 ロシア・プレミアリーグ 3位
- 2001 ロシア・プレミアリーグ 4位
- 2002 ロシア・プレミアリーグ 4位
- 2003 ロシア・プレミアリーグ 8位
- 2004 ロシア・プレミアリーグ 5位
- 2005 ロシア・プレミアリーグ 7位
- 2006 ロシア・プレミアリーグ 15位
- 2007 ロシア1部リーグ 6位
- 2008 ロシア1部リーグ 18位
- 2009 ロシア・アマチュア・リーグ 1位
- 2010 ロシア2部リーグ 1位
- 2011-12 ロシア1部リーグ

## 歴代監督
- ワレンチン・イワノフ 1967-1970, 1973-1978, 1980-1981, 1994-1996, 1998
- ユーリ・ミロノフ 1992-1994
- セルゲイ・ペトレンコ 1994、2002-2006
- アレクサンドル・タルハノフ 1997-1998
- ヴィタリ・シェフチェンコ 1999-2002
- アレクサンドル・ゴステニン 2006
- ゲオルギ・ヤルツェフ 2007
- ヴィアチェスラフ・ダイェフ 2007、2008-2009
- ラヴィル・サビトフ 2007-2008
- セルゲイ・パブロフ 2010
- イーゴリ・チュガイノフ 2010-2012

## 歴代在籍選手
- ワレンチン・イワノフ 1952-1967
- エドゥアルド・ストレルツォフ 1954-1958、1965-1970
- ヴァレリー・ヴォロニン 1958-1969
- アンドレイ・ソロマティン 1992、2007
- ドミトリ・ホフロフ 1997
- エドガラス・ヤンカウスカス 1997
- イゴール・セムショフ 1998-2005
- ヴァディム・エフセエフ 1998、2007
- コンスタンティン・ジリャノフ2000-2007
- アレクセイ・ブガイェフ 2001、2003-2004
- ドミトリ・ボロディン 2002-2007
- アンドレス・オペル 2003-2005
- アンドレイ・ステパノフ 2004-2006
- エミル・スパヒッチ 2005
- アレクサンドル・ゲインリフ 2005-2006
- エナル・ヤーガー 2005-2006
- パヴェル・ママエフ 2005-2007
- ヴラディーミル・ボスコボイニコフ 2007-